# قرار مجلس الأمن التابع للأمم المتحدة رقم 1359
قرار مجلس الأمن التابع للأمم المتحدة رقم 1359، المتخذ بالإجماع في 29 حزيران / يونيو 2001، بعد التذكير بجميع القرارات السابقة بشأن الصحراء الغربية، ولا سيما القرار 1108 (1997)، مدد المجلس ولاية بعثة الأمم المتحدة للاستفتاء في الصحراء الغربية حتى 30 نوفمبر 2001.
وجدد مجلس الأمن دعمه للجهود التي تبذلها بعثة الأمم المتحدة للاستفتاء في الصحراء الغربية والأمم المتحدة والاتفاقات التي اعتمدها المغرب وجبهة البوليساريو لإجراء استفتاء حر ونزيه لتقرير مصير شعب الصحراء الغربية وفقا لخطة التسوية. ونوه بمقترحات جبهة البوليساريو لتذليل العقبات بين الطرفين وأخذ مذكرة الجزائر بعين الاعتبار.
وبتمديد ولاية البعثة، أيد القرار جهود الأمين العام كوفي عنان لدعوة جميع الأطراف لإجراء محادثات لمناقشة اتفاق إطاري والتفاوض بشأن أي تغييرات. وأكد أنه لن يتم الاتفاق على أي شيء بشكل عام حتى يتم الاتفاق على كل شيء بين الأطراف. تم حث الأطراف على حل قضية المفقودين وإطلاق سراح المعتقلين منذ بدء النزاع امتثالاً للقانون الدولي الإنساني.
وأخيراً، طُلب من الأمين العام أن يقدم تقييماً في نهاية ولايتها الحالية وعن مستقبل بعثة الأمم المتحدة للاستفتاء في الصحراء الغربية.

## روابط خارجية
- نص القرار في undocs.org